# Thomas Schelling

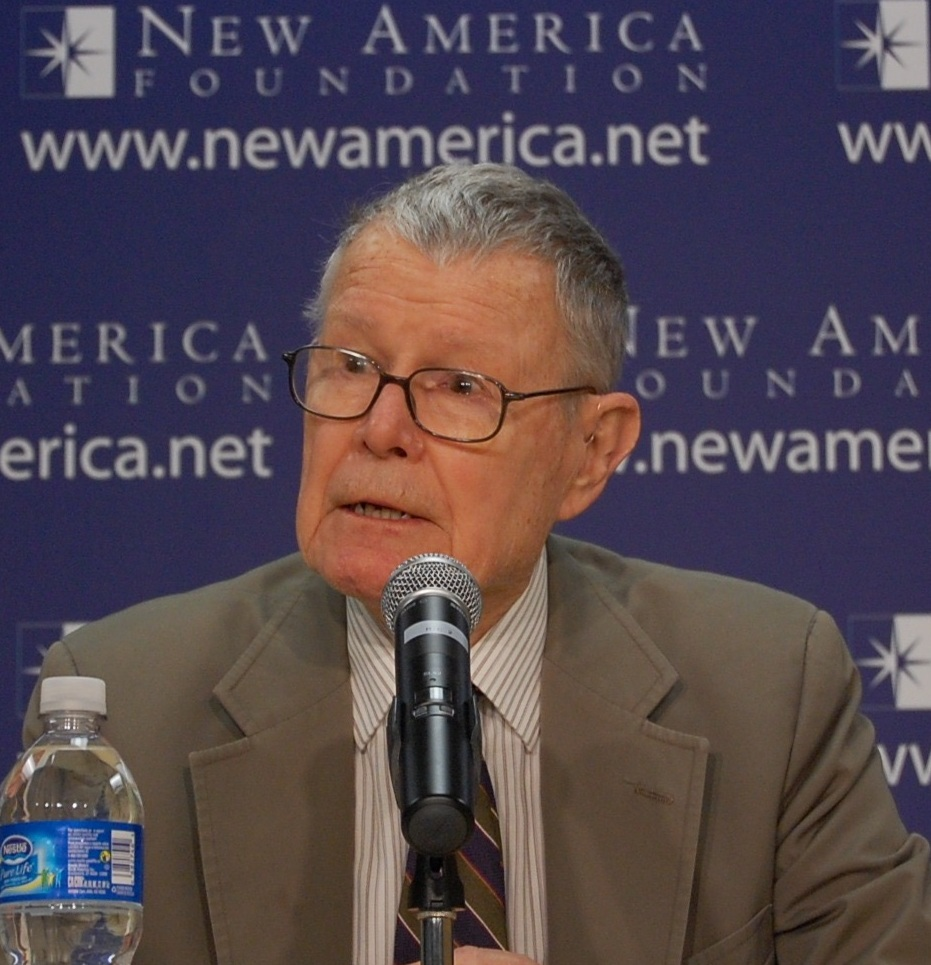
Thomas Schelling (2010)

Thomas Crombie Schelling (* 14. April 1921 in Oakland, Kalifornien; † 13. Dezember 2016 in Bethesda, Maryland) war ein US-amerikanischer Ökonom und Nobelpreisträger. Zuletzt war er Professor für Außenpolitik, nationale Sicherheit, nukleare Strategie und Rüstungskontrolle an der School of Public Policy der University of Maryland, College Park.

## Werdegang
Schelling studierte Ökonomie an der University of California, Berkeley und wurde 1951 an der Harvard University promoviert. In den 1940er- und frühen 1950er-Jahren hatte er verschiedene politische Positionen inne. So arbeitete er am Marshall-Plan in Europa und im Weißen Haus. Seine erste Professur erhielt er an der Yale University. 1958 wechselte er nach Harvard, wo er bis 1990 lehrte.
Im Jahr 1991 stand Schelling der American Economic Association als gewählter Präsident vor.

## Forschung
Schellings bekanntestes Buch The Strategy of Conflict (Konfliktstrategie) legte einen Grundstein für die Beobachtung von (nuklear-)strategischem Verhalten und wird als eines der hundert Bücher gewertet, die die westliche Welt seit 1945 am meisten beeinflusst haben. Schelling argumentiert u. a., dass eine vollständige nukleare Abrüstung nicht zielführend sei, weil das Wissen, wie man eine Atombombe baut, weiterhin vorhanden sei.
Ein anderes bekanntes Werk Schellings ist Micromotives and Macrobehavior (1978), das das schellingsche Segregationsmodell präsentiert. Es zeigt, wie Unterschiede zu Gruppenbildungen oder Ausgrenzungen führen in Abhängigkeit von Anfangsbedingungen wie Anzahl und Verteilung der Unterschiede.
Im Jahre 2005 wurde Schelling zusammen mit Robert J. Aumann mit dem Wirtschaftsnobelpreis für seine spieltheoretischen Analysen ausgezeichnet („Sie haben“, so die Begründung der Akademie, „durch spieltheoretische Analysen unser Verständnis von Konflikt und Kooperation vorangebracht.“).

## Ehrungen
1967 wurde Schelling in die American Academy of Arts and Sciences gewählt, 1984 in die National Academy of Sciences.

## Schriften (Auswahl)
- The Strategy of Conflict. Harvard University Press, Cambridge 1960 (Nachdruck der Ausg. 1980). Harvard University Press, Cambridge, Mass. 2005, ISBN 978-0-674-84031-7).
- Arms and influence. Greenwood Press, Westview, Conn. 1976, ISBN 0-8371-8980-2.
- Choice and consequence [Perspectives of an errant economist]. Harvard University Press, Cambridge, Mass. 1984, ISBN 0-674-12770-6.
- (mit Morton H. Halperin): Strategy and arms control. Pergamon Press, New York 1985, ISBN 0-08-032391-X.
- Micromotives and macrobehavior. New ed. Norton, New York 2006, ISBN 0-393-32946-1.
- Strategies of commitment and other essays. Harvard University Press, Cambridge, Mass. 2006, ISBN 978-0-674-01929-4.
- Thomas C. Schelling: Ökonomische Vernunft und politische Ethik. Übersetzt aus dem Amerikanischen von Christof Wockenfuß und Ingo Pies, in: ORDO, Band 60, 2009, S. 495–519.